# 阿马德奥·罗尔丹
阿马德奥·罗尔丹·加尔德斯（西班牙語：Amadeo Roldán y Gardes，1900年6月12日—1939年3月7日），古巴作曲家。生于巴黎，在马德里音乐学院学习小提琴。回国后任哈瓦那爱乐乐团首席，后任指挥直到去世。他早期作品有印象派倾向，后受到古巴黑人民歌的启发，节奏丰富，民族色彩浓厚，善于使用打击乐器。
作品有舞剧《列巴姆巴朗巴》、《古巴主题序曲》、《三首小诗》（东方、叫卖声、黑人节日）、弦乐四重奏《黑人之诗》、《节奏》（6首 其中2首全部采用民间打击乐器）等。